# Tim Allen

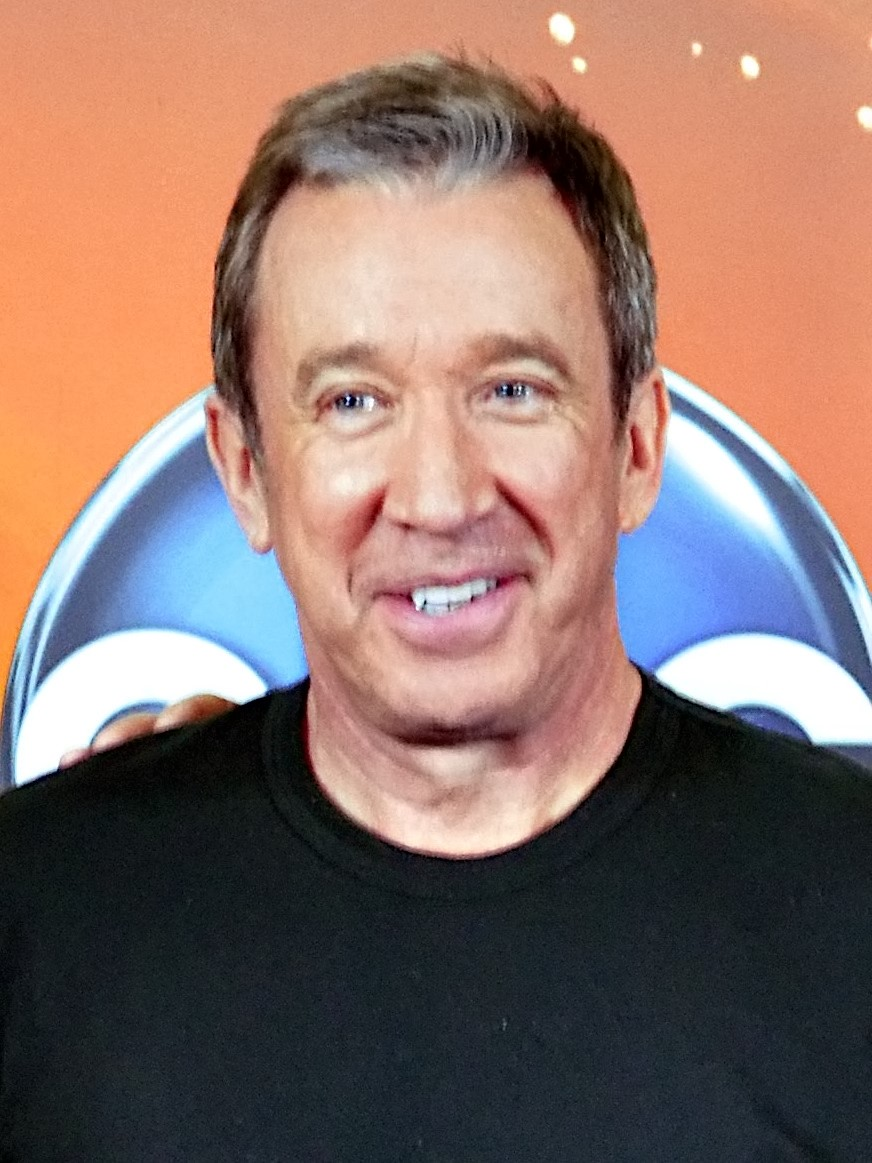
Tim Allen (2012)

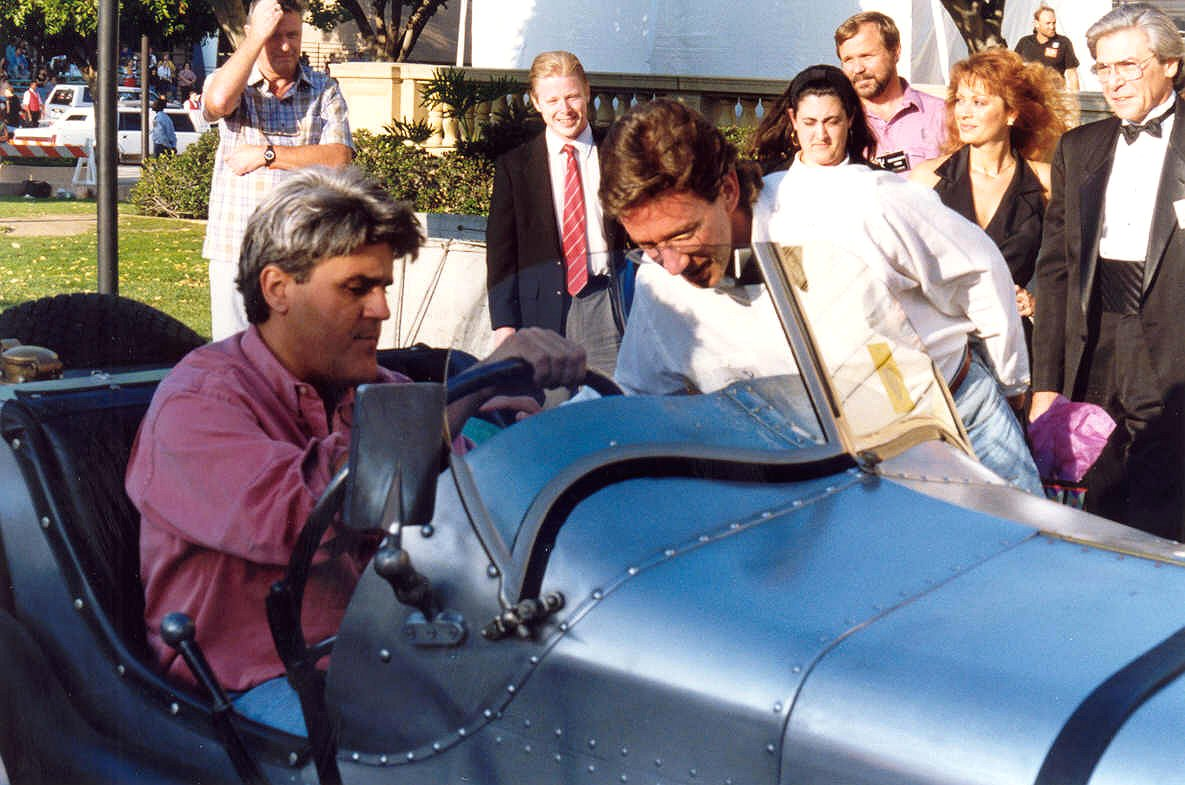
Tim Allen (rechts) und Jay Leno bei der Emmy-Verleihung 1993

Tim Allen (* 13. Juni 1953 in Denver, Colorado; gebürtig Timothy Allen Dick) ist ein US-amerikanischer Schauspieler, Produzent, Regisseur, Stand-up-Komiker, und Synchronsprecher, der vor allem durch seine Rolle als Tim Taylor in der Fernsehserie Hör mal, wer da hämmert bekannt wurde.

## Leben
Tim Allen wuchs zunächst in Colorado auf. Nach dem Unfalltod seines Vaters 1964 (verursacht durch einen betrunkenen Autofahrer) und der Wiederheirat seiner Mutter zwei Jahre später zog er mit seiner Familie nach Birmingham, einem Vorort von Detroit. An der Western Michigan University machte er 1974 seinen Abschluss im Bereich Fernsehproduktion.
Am 2. Oktober 1978 wurde Allen im Kalamazoo/Battle Creek International Airport wegen des Besitzes von mehr als 650 Gramm Kokain verhaftet. Er verbüßte eine 28-monatige Gefängnisstrafe, nachdem er zu sieben Jahren Haft verurteilt worden war und den Behörden Informationen über andere Drogendealer liefern konnte. Laut dem „650-Lifer“-Gesetz im Bundesstaat Michigan hätte ihn ansonsten eine lebenslange Haftstrafe erwartet.
Nach seiner Entlassung versuchte er sich im Detroit Comedy Castle als Stand-up-Komiker. Seine auch im Fernsehen ausgestrahlte Show erweckte das Interesse des Disney-Konzerns; hieraus wurde die Sitcom Hör mal, wer da hämmert (Home Improvement) entwickelt, die in den USA mit großem Erfolg von 1991 bis 1999 lief und auch im deutschsprachigen Raum populär ist. Tim Allen verkörpert darin den inkompetenten Heimwerkerkönig Tim Taylor, der in seiner Werkzeugsendung mit diversen selbstverschuldeten Katastrophen konfrontiert wird und auch zu Hause gegen seine Frau Jill (Patricia Richardson) und seine drei Söhne meist den Kürzeren zieht. Für die achte und letzte Staffel erhielt Allen 1,25 Millionen US-Dollar pro Episode.
Parallel dazu begann er eine erfolgreiche Kinofilmkarriere für den Disney-Konzern mit der Weihnachtskomödie Santa Clause – Eine schöne Bescherung (1994), die zwei Fortsetzungen fand: Santa Clause 2 – Eine noch schönere Bescherung sowie Santa Clause 3 – Eine frostige Bescherung. 2022 übernahm er diese Rolle erneut in der Serie Santa Clause: Die Serie. Allen lieh seine Stimme der Figur Buzz Lightyear in den Toy-Story-Animationsfilmen. Später folgten erfolgreiche Komödien wie die Star-Trek-Parodie Galaxy Quest und Aus dem Dschungel, in den Dschungel; allerdings auch eine Reihe von weniger erfolgreichen Filmen wie Joe Jedermann.
Zudem hat er ein sehr großes Interesse an Autos. In seiner Show Hör mal, wer da hämmert baute er sogar einen Ford Roadster von 1933 in einen Hot Rod um. Dieser Wagen ist heute in seinem Besitz. Ebenso restaurierte er einen 46er Ford Convertible. Auch nach seiner Fernsehserie beschäftigte sich Tim Allen mit dem Designen von Autos. Unter anderem entwarf er den Cadillac DeVille DTSi. Auch im Rennsport ist Allen tätig. Mit dem bekannten Autotuner Steve Saleen gründete er eine Renngesellschaft mit Namen RRR-Racing, für die er als Fahrer aktiv ist.
Seit Mitte 2011 beschäftigte sich Tim Allen neben seiner laufenden Stand-up-Tour mit der Produktion der Sitcom Last Man Standing, die seit Herbst 2011 bei ABC ausgestrahlt wurde. Die Geschichte der Serie ähnelt der seiner vorherigen Sitcom Hör mal, wer da hämmert!. Allen spielt den Ehemann und Vater Mike Baxter, der drei Töchter behüten muss. Grundsätzlich dreht sich die Handlung um einen Mann, der in einer Welt zurechtkommen muss, die augenscheinlich immer mehr von Frauen regiert wird.
Im September 2014 erwarb Tim Allen bei der ARRL, dem amerikanischen Amateurfunkverband, die Amateurfunklizenz. Sein Amateurfunkrufzeichen lautet KK6OTD. Im Jahr 2015 wurde er in die CQ Amateur Radio Hall of Fame aufgenommen, eine Ehrenrolle für verdiente Funkamateure der amerikanischen Fachzeitschrift CQ Amateur Radio.

## Familie
Tim Allen hat acht Geschwister. Er war von 1984 bis 2003 mit Laura Deibel verheiratet und hat mit ihr eine Tochter (geb. 1990). Im Oktober 2006 heiratete er Jane Hajduk, mit der er seit 2001 liiert war. Am 28. März 2009 wurden die beiden Eltern einer Tochter.

## Filmografie (Auswahl)

### Als Schauspieler/Synchronsprecher
- 1988: Tropical Snow
- 1991–1999: Hör mal, wer da hämmert (Home Improvement, Fernsehserie)
- 1994: Santa Clause – Eine schöne Bescherung (The Santa Clause)
- 1995: Toy Story (Stimme von Buzz Lightyear)
- 1997: Wally Sparks – König des schlechten Geschmacks
- 1997: Zum Teufel mit den Millionen (For Richer or Poorer)
- 1997: Ein Pastor startet durch (Fernsehserie, Folge 1x02 Soul Man)
- 1997: Aus dem Dschungel, in den Dschungel (Jungle 2 Jungle)
- 1998: Chaos City (Fernsehserie, Folge 3x09)
- 1999: Toy Story 2 (Stimme von Buzz Lightyear)
- 1999: Galaxy Quest – Planlos durchs Weltall (Galaxy Quest)
- 2001: Joe Jedermann (Joe Somebody)
- 2001: Jagd auf Mr. Tout (Who Is Cletis Tout?)
- 2002: Jede Menge Ärger (Big Trouble)
- 2002: Santa Clause 2 – Eine noch schönere Bescherung (The Santa Clause 2)
- 2003: Tim Allen präsentiert: Das große Special zu ‘Hör’ mal, wer da hämmert!’ (Tim Allen Presents: A User’s Guide to ‘Home Improvement’)
- 2003: These Guys (Fernsehfilm)
- 2004: Jimmy Neutron: Win, Lose and Kaboom (Fernsehfilm) (Stimme von Meldar Prime)
- 2004: Verrückte Weihnachten (Christmas with the Kranks)
- 2006: Santa Clause 3 – Eine frostige Bescherung (The Santa Clause 3: The Escape Clause)
- 2006: Cars
- 2006: Shaggy Dog – Hör mal, wer da bellt (The Shaggy Dog)
- 2006: Zoom – Akademie für Superhelden (Zoom)
- 2007: Born to be Wild – Saumäßig unterwegs (Wild Hogs)
- 2008: Redbelt
- 2008: Toy Story Midway Mania! (Stimme von Buzz Lightyear) (Kurzfilm)
- 2009: Mein Vater, seine Frauen und ich (The Six Wives of Henry LeFay)
- 2010: Kleine Lügen auf Bewährung (Crazy on the Outside)
- 2010: Toy Story 3 (Stimme von Buzz Lightyear)
- 2011: Toy Story Toons: Urlaub auf Hawaii (Stimme von Buzz Lightyear) (Hawaiian Vacation, Kurzfilm)
- 2011: Toy Story Toons: Kleine Portion (Stimme von Buzz Lightyear) (Small Fry, Kurzfilm)
- 2011–2021: Last Man Standing (Fernsehserie)
- 2012: Partysaurus Rex (Stimme von Buzz Lightyear)
- 2012: The Penguin King
- 2013: 3 Geezers!
- 2013: Toy Story of Terror (Stimme von Buzz Lightyear, Kurzfilm)
- 2014: Toy Story That Time Forgot (Stimme von Buzz Lightyear, Kurzfilm)
- 2017: El Camino Christmas
- 2019: A Toy Story: Alles hört auf kein Kommando (Toy Story 4, Stimme von Buzz Lightyear)
- 2020: Reno 911! (Fernsehserie, Folge 7x07)
- 2022–2023: Santa Clause: Die Serie (The Santa Clauses, Fernsehserie)
- 2025: Shifting Gears

### Als Produzent
- 1990: Tim Allen: Men Are Pigs (Fernsehfilm)
- 1996–1999: Hör mal, wer da hämmert (Home Improvement, Fernsehserie, 77 Folgen)
- 2003: These Guys (Fernsehfilm)
- 2006: Shaggy Dog – Hör mal, wer da bellt (The Shaggy Dog)
- 2009: Mein Vater, seine Frauen und ich (The Six Wives of Henry LeFay)
- 2011–2021: Last Man Standing (Fernsehserie)
- 2022: Tim Allen – Volle Heimwerker-Power (More Power, Fernsehserie)

### Als Regisseur
- 1999: Hör mal, wer da hämmert (Home Improvement) (Fernsehserie, Folge 8x22, Eine haarige Sache)
- 2010: Kleine Lügen auf Bewährung (Crazy on the Outside)
- 2016–2020: Last Man Standing (4 Folgen)

## Stand-up-Tourneen
- 1980–1988: Verschiedene Programme in Clubs
- 1990: Men are pigs – Live, he is better than in TV
- 1992: 39 years old and still wild
- 1999: The Dave Coulier & Tim Allen Show
- 1999: The Cadillac Tour – Cars are our lives
- 2010: Stand up and Show it Tour – Crazy on the Outside – 10 City Tour

## Bücher
- Don’t Stand Too Close to a Naked Man. 1995, ISBN 0-7868-8902-0 (dt. Wer hat Angst vorm nackten Mann?. 1996, ISBN 3-426-73050-2).
- I’m Not Really Here. 1997, ISBN 0-7868-8932-2.

## Auszeichnungen
- 1992: People’s Choice Award
- 1994: Golden Globe Award
- 1996: Nickelodeon Kids’ Choice Award
- 1999: Ernennung zur Disney-Legende (Disney-Legend)
- 2004: Stern auf dem Hollywood Walk of Fame